# Deportiva Piloñesa
La Deportiva Piloñesa es un club de fútbol de Infiesto en el municipio asturiano de Piloña, España. En la actualidad milita en la Tercera Asturfútbol.

## Historia
El club fue fundado en el concejo de Piloña para practicar el fútbol como aficionados, pero a medida que fueron pasando los años el club fue ascendiendo categorías, llegando a alcanzar la Tercera División en la campaña 1980-81, manteniéndose en la categoría cuatro temporadas. Tras dos temporadas en Regional Preferente volvió a jugar en Tercera cinco temporadas consecutivas (desde la 1986-87 hasta la 1990-91). Tras una nueva temporada en Preferente volvió a Tercera (1992-93 a 1995-96). Dos nuevas temporadas en Regional Preferente y de nuevo un último ascenso a Tercera División, para militar por última vez entre las temporadas 1997-98 hasta la 2001-02, campaña en la descendió tras terminar la liga antepenúltimos. Desde entonces ha pasado por las tres últimas categorías autonómicas.
Se clasificó en una ocasión para disputar la Copa del Rey. Siendo eliminados en primera ronda por el Club Deportivo Naval de Reinosa, en la edición de 1981-82. Fueron ampliamente superados, con un 1-3 en la ida y un 6-2 en la vuelta en tierras campurrianas.

## Uniforme
- Uniforme titular: camiseta rojiblanca, pantalón azul y medias rojas.
- Uniforme alternativo: completamente negro.

## Estadio
El equipo juega sus partidos como local en el campo de La Cueva, que dispone de una grada cubierta en uno de los laterales del campo. Se calcula que aproximadamente el campo puede acoger sobre 600 espectadores. Las categorías inferiores del club, suelen utilizar el campo de La Coviella, de césped sintético he inaugurado en diciembre de 2024.
También jugó en el Campo de Pialla que fue sustituido por el actual para hacer en su lugar las escuelas y el instituto de Infiesto.

## Trayectoria en competiciones nacionales
- Temporadas en Primera División: 0
- Temporadas en Segunda División: 0
- Temporadas en Primera Federación: 0
- Temporadas en Segunda Federación: 0
- Temporadas en Tercera: 18
- Participaciones en Copa del Rey: 1